# Maida (farina)
La farina maida è una varietà di farina di grano a grana fine, usata nella preparazione di pane indiano come paratha e naan.
È anche usata nelle cucine dell'asia centrale e del sud-est asiatico.
La maida è il prodotto della raffinazione della farina: essa è estratta dalla parte bianca inferiore dopo la rimozione dello strato esterno marroncino. Dopo la macinazione della farina, è passata attraverso un setaccio sottile per ottenere la maida.
Sebbene i cuochi indiani chiamino la maida una farina per tutti gli usi, essa assomiglia più alla farina per torte o anche all'amido puro. In India la maida è usata anche in pasticceria.